# Seedorf Racing
Seedorf Racing foi uma equipe de corridas motociclísticas do futebolista neerlandês Clarence Seedorf.
Em 2005 o ex-jogador da Seleção Brasileira de Futebol Roberto Carlos associou-se a equipe, através de sua empresa de marketing esportivo, a RC3. A equipe então passou a se chamar Seedorf RC3.